# 퉁지 대학
퉁지 대학교(동제대학, 중국어 간체자: 同济大学, 정체자: 同濟大學, 병음: Tóngjì Dàxué, 영어: Tongji University, 약칭 同济)는 중화인민공화국 상하이에 위치한 가장 오래되고 영향력 있는 대학 중의 하나이다. 본 대학은 1907년 독일 정부 및 상하이에 거주한 독일인 의사들에 의해 설립되었다.
퉁지 대학은 중화인민공화국 국무원 교육부와 상하이 정부의 관할 하에 있는 국가중점대학 중 하나이며, 이공계의 전통이 강하다. 본 대학의 캠퍼스는 상하이에 있다. 한국어로는 한자 직독으로 동제대학이라고도 불리며, 퉁지대는 미국의 제재 대상 대학 리스트에 포함되었다. 미국의 '실체 리스트' 18개 대학 중 하나이자 미국 '중점 타격 대상' 대학 명단에 포함되어, 위험 대학교로 선정되었다. 그만큼 중국에서는 인정받는 애국 대학교다.
1. ↑  “制裁清单｜被美国制裁的18所高校，有所学校实力强却最不出名_学科_社会科学_领域”. 2024년 1월 15일에 확인함.[깨진 링크(과거 내용 찾기)]